# 6174
6174 (seis mil, cento e setenta e quatro) é um número inteiro conhecido entre os matemáticos por possuir várias propriedades, a saber:
- 6174 é um Número Harshad, pois é divisível pela soma dos seus dígitos;
- 6174 é um número suave-7, ou seja, nenhum de seus fatores primos é maior que 7.
- 6174 pode ser escrito como a soma dos três primeiros graus de 18: 183 + 182 + 181 = 5832 + 324 + 18 = 6174;
- A soma dos quadrados dos fatores primos de 6174 é um quadrado: 22 + 32 + 32 + 72 + 72 + 72 = 4 + 9 + 9 + 49 + 49 + 49 = 169 = 132;

Além de todas essas propriedades, o número 6174 tornou-se ainda mais notório entre os matemáticos após o matemático indiano D. R. Kaprekar apresentar, na Madras Mathematical Conference de 1949, uma característica que fez o número 6174 ficar conhecido como Constante de Kaprekar. Em 1953, essa singularidade foi publicada na revista científica Scripta Mathematica, sendo citada no artigo "Problems involving reversal of digits". Desde então, esta singularidade intriga os matemáticos, que suspeitam tratar-se de um grande teorema, mas até hoje nada foi revelado.

## Constante de Kaprekar
A Constante de Kaprekar é uma característica do número inteiro 6174, descoberta pelo matemático indiano D. R. Kaprekar, que funciona da seguinte maneira:
1. Tome qualquer número de 4 dígitos, usando ao menos 2 dígitos diferentes (zeros complementares iniciais são permitidos).
2. Arrange os dígitos em ordem ascendente e depois em ordem decrescente, de modo a obter dois números a quatro dígitos, adicionando zeros iniciais se necessário.
3. Subtraia o menor número do maior.
4. Repita o passo 2.

O processo acima, conhecido como rotina de Kaprekar, sempre convergirá para o seu ponto fixo, o valor 6174, em no máximo sete iterações. Assim que 6174 for alcançado, o processo continua a resultar no valor 7641 – 1467 = 6174. Por exemplo, escolha 3524:
5432 – 2345 = 3087
8730 – 0378 = 8352
8532 – 2358 = 6174
Os únicos números a quatro dígitos para os quais a rotina de Kaprekar não leva a 6174 são dígitos repetidos tais que 1111, 2222, etc, que levam ao resultado 0 após uma simples iteração. Todos os outros números a quatro dígitos eventualmente levam a 6174 se zeros complementares iniciais forem usados para manter os números a quatro dígitos:
2111 – 1112 = 0999
9990 – 0999 = 8991 (em vez de 999 – 999 = 0)
9981 – 1899 = 8082
8820 – 0288 = 8532
8532 – 2358 = 6174
9831 chega a 6174 após 7 iterações:
9831 – 1389 = 8442
8442 – 2448 = 5994
9954 – 4599 = 5355
5553 – 3555 = 1998
9981 – 1899 = 8082
8820 – 0288 = 8532 (em vez de 882 – 288 = 594)
8532 – 2358 = 6174
8774, 8477, 8747, 7748, 7487, 7847, 7784, 4877, 4787 e 4778 alcançam 6174 após 4 iterações:
8774 – 4778 = 3996
9963 – 3699 = 6264
6642 – 2466 = 4176
7641 – 1467 = 6174
Note que em cada iteração da rotina de Kaprekar, os dois números participando da subtração têm a mesma soma de seus dígitos e, assim, o mesmo resto módulo 9. Assim, o resultado de cada iteração da rotina de Kaprekar é um múltiplo de 9.

Sequência de transformações de Kaprekar terminando em 6174

O inteiro 495 é a constante equivalente para números de três dígitos. Para números com cinco dígitos ou mais, não há uma só constante equivalente; para cada número de dígitos a rotina pode se terminar em um ou diversos valores fixos ou pode entrar um de vários loops.

Sequência de de transformações de Kaprekar a três dígitos terminando-se em 495